# Entente Fontainebleau-Nemours
Die Entente Fontainebleau-Nemours ist ein französischer Fußballverein aus Fontainebleau und Nemours, der zeitweise auch eine Spielgemeinschaft mit Klubs aus Bagneaux-sur-Loing (Entente Bagneaux-Fontainebleau-Nemours) und Melun (Entente Melun-Fontainebleau) eingegangen war. Alle vier Orte liegen im Département Seine-et-Marne südöstlich von Paris.

## Geschichte
Gegründet wurde der Verein 1912 als  Club Sportif de Fontainebleau, der sich in einer Zeit, als es in Frankreich noch mehrere konkurrierende Verbände gab, der Fédération Cycliste et Athlétique de France (FCAF) anschloss. Bereits 1913 gewann der CS die Meisterschaft dieses Verbands auf Départementsebene. Bis nach dem Zweiten Weltkrieg trat die Männermannschaft überregional aber nicht mehr hervor. 1956 stieg sie als Meister der Division d’Honneur der Ligue de Paris in die oberste landesweite Amateurspielklasse auf, in der sie sich aber zunächst nur für eine Saison halten konnte. Dorthin zurückgekehrt, spielte Fontainebleau ab 1962 auch mehrfach im oberen Tabellenviertel mit. 1966 kam es zur Fusion mit dem Nachbarn Association Sportive Bagneaux-Nemours unter dem Namen Entente Bagneaux-Fontainebleau-Nemours. Die damit verbundene Absicht einer Konzentration der Kräfte zeitigte zwischen 1967 und 1969 erste Erfolge, als die EBFN drei Mal nacheinander das Endspiel um die französische Amateurmeisterschaft erreichte – wenn sie darin auch gegen US Quevilly, Gazélec FCO Ajaccio und Pierrots Vauban Strasbourg jeweils unterlag – und 1970 in die zweite Division aufstieg. Die Fusion hatte bis 1978, dem Jahr des Zweitligaabstiegs, Bestand.
Als der Verein 1981 bis 1983 erneut in der zweiten Division spielte, tat er dies als Entente Fontainebleau-Bagneaux. Zu seiner bis ins zweite Jahrzehnt des 21. Jahrhunderts letzten Zweitligasaison 1987/88 bildete er eine Spielgemeinschaft mit der US Melun; diese Entente Melun-Fontainebleau löste sich nach nur einem Jahr wieder auf. 1998 wurde aus dem CS Fontainebleau, der zu diesem Zeitpunkt bis in die Sechstklassigkeit abgestürzt war, der Racing Club du Pays de Fontainebleau. Dieser hat Blau und Gelb als Vereinsfarben; die Ligamannschaft trägt ihre Heimspiele im rund 8.000 Zuschauer fassenden Stadion La Faisanderie aus.

## Ligazugehörigkeit und Erfolge
Erstklassig (Division 1, seit 2002 Ligue 1 genannt) haben die Fußballer nie gespielt und auch keinen Profistatus besessen. Ihre insgesamt elf Zweitdivisions-Spielzeiten (1970–1978, 1981–1983 und 1987/88) fanden in einem für Amateure und Profis „offenen“ Modus statt. Ihre beste Platzierung darin war ein fünfter Rang 1971 (Liga mit 48 Mannschaften in drei Staffeln) beziehungsweise ein elfter Rang 1974 (Liga mit 36 Teams in zwei Staffeln) in ihrer jeweiligen Gruppe.
Die Hauptrunde des Landespokals haben die „Bellifontains“ – so werden in Frankreich die Bewohner und auch die Spieler Fontainebleaus bezeichnet – zwischen 1956 und 1988 14 Mal erreicht. Dabei überstanden sie sechs Mal die erste Runde, schieden dann aber jeweils im Sechzehntelfinale aus. Zweimal scheiterten sie dabei nur knapp: 1958 besiegte der damalige Ehrendivisionär den Zweitligisten FC Grenoble mit 3:1 und gaben sich gegen den erstklassigen Racing Lens erst nach Verlängerung mit 2:4 geschlagen. 1980 beendete der Erstdivisionär FC Metz in zwei engen Partien (0:0 und 1:2) weitergehende Hoffnungen des Drittligisten.
2012/13 spielt der Racing Club in der siebtklassigen „Promotion d’Honneur“.

## Bekannte ehemalige Spieler und Trainer
- Jean-Pierre Adams, Spieler 1967–1970
- Alfred Aston, Spielertrainer 1949/50
- Annaïg Butel, als Jugendliche 2004–2007 beim Nachfolger Bagneaux-Nemours
- Michel Jacques, Trainer 1958–1963
- Philippe Mahut, Spieler 1974–1976
- Francisco „Paco“ Rubio, Trainer Mitte der 1990er Jahre
- André Simonyi, Trainer Mitte der 1950er Jahre
- Lilian Thuram, als Jugendlicher